# Dolichopeza extrudens
Dolichopeza extrudens är en tvåvingeart som beskrevs av Alexander 1963. Dolichopeza extrudens ingår i släktet Dolichopeza och familjen storharkrankar. Inga underarter finns listade i Catalogue of Life.